# 東鉄線
東鉄線（とうてつせん、トンティッスィン、トンティエーシェン）は、香港香港島の金鐘駅と新界の羅湖駅、および落馬洲駅を結ぶ香港鉄路（香港MTR）の鉄道路線である。元九広鉄路（英段）および、九広東鉄。

## 概要
香港で最も早く開通した路線である。1898年に当時香港を植民地として統治していたイギリスと、清国政府との間で鉄道敷設権が取得され、九龍 - 広州間の178.7 kmが建設される。英中の協議により、羅湖にある深圳河の国境を境に、香港側（九広鉄路〈英段〉、KCR  British Section）の35.5 kmはイギリス政府が、中国側（九広鉄路〈華段〉）の143.2 kmは清国政府がそれぞれ建設を担当した。中華民国が建国される前年の1911年に九龍 - 広州間が全通した。なお当時のターミナル駅は現在とは異なり、九龍駅は尖沙咀のフェリー乗り場横で、現在でも鉄道駅のあった名残として駅舎の時計塔が残っている。一方、広州のターミナル駅は市街東部の大沙頭に置かれ、広州から北京方面へ向かう粤漢鉄路（広州 - 武昌間）のターミナル駅だった市街西部の黄沙駅とは離れ、接続していなかった。
開通当初は起点から終点まで直通運転されていた九広鉄路だが、1949年の中華人民共和国の建国により国境の深圳河の両サイドには羅湖駅 と深圳駅が設置され、この間には出入境手続き（イミグレーション）の施設羅湖口岸が設けられた。その為、路線はこの両駅が香港側と中国側の終点となり、九広鉄路は事実上分断されてしまった（ただし貨物列車は間もなく直通運転を再開した）。現在九広鉄路は、羅湖と深圳を境に香港側のかつて英段と呼ばれていた部分を香港鉄路有限公司が、中国側の「華段」と呼ばれていた部分は、中国国鉄として国有化された後、1990年代に民営化され、現在は「広深鉄路股份有限公司」が運営している。中華人民共和国側では広深線、あるいは広深鉄路、と呼ばれる。
香港側では、1975年に始発駅の九龍駅が九龍半島東側の紅磡へ移転した後、1998年にMTR機場快線が開通して機場快線「九龍駅」が開業したのに合わせて紅磡駅と改称された。1979年には紅磡 - 広州間で旅客列車の直通運転が再開された。1983年、香港側が電化され、それまでディーゼル機関車が客車を牽引していた路線には通勤電車が走る様になり、沿線は超高層アパートが立ち並ぶベッドタウンとして開発された。
2004年10月24日には、紅磡駅よりかつて九龍駅のあった尖沙咀まで路線が地下線として延伸され、終点は尖沙咀の東に位置する尖東となっていた。その後、2003年に九龍西側の南昌駅まで開通していた西鉄線（旧九広西鉄）の延伸工事が行われ、2009年8月16日に尖東駅へ接続され開通。これにより、東鉄と西鉄が一本の路線で結ばれた。また東鉄線の起点は紅磡駅へと戻った。
2022年5月15日には、沙田至中環線計画の一部で、紅磡からヴィクトリア・ハーバーを渡る、湾仔北埋立地の香港コンベンション・アンド・エキシビション・センター付近にある会展駅経由、香港島の金鐘まで延伸開業。また、紅磡駅 - 広州東駅、広東省の仏山経由肇慶駅まで直通の広九直通列車が運行されている他、北京や上海へ向けても隔日運転で列車が運行されている。全ての中国本土行き列車の始発駅は紅磡駅であり、出入境手続き（イミグレーション）はこの駅で行われる。また、境界沿いに位置する羅湖駅は、香港と深圳を行き来する出入境者専用の駅となっており、羅湖村住民を除いてこの駅での乗降によって駅舎外に出入りする事は出来ない。
フリーパス系統の利用においては羅湖駅・落馬洲駅・馬場駅の3駅は利用の対象外となっており、利用の際は当該駅と乗車駅もしくは下車駅までの全額の運賃が別途必要となる。

## 路線データ
- 路線距離（営業キロ）：44.8 km
  - 本線（紅磡 - 羅湖）：33.3 km
  - 落馬洲支線（上水 - 落馬洲）：7.3 km
  - 沙田至中環線（金鐘 - 紅磡）：4.2 km
- 駅数：14（起終点・支線の馬場駅、落馬洲駅含む）
- 軌間：1,435 mm（標準軌）
- 複線区間：全線
- 電化区間：全線（交流 25,000 V 50 Hz）
- 車両基地：何東楼車両基地
- 閉塞方式：車内信号閉塞式（ATP＋ATO）
- 走行方向：左側通行

## 運行形態
普通列車は、東鉄線用に投入された5ドア通勤電車9両編成で運転される。基本的には金鐘駅 - 羅湖・落馬洲駅の全区間通しの運用だが、朝夕の時間帯には沙田・大埔墟などで折り返す列車もある。
また、日中は毎時10本が羅湖発着、5本が落馬洲発着である。2020年時点では新型コロナウィルス感染症の関係で、一部列車は清明節と重陽節で運行されていた羅湖駅発着を除き、基本全列車上水駅で発着していた。なお2023年2月6日からコロナ前のダイヤに回復した。
本線全区間の標準所要時間は44分とされているが、騒音対策で時間帯ごとに設けられた速度制限や後述の特快列車の通過待ちにより所要時間が伸びる場合がある。
いわゆる「通勤電車」ではあるが、特別席である「頭等車廂」を1両連結している。「頭等車廂」の料金は当該乗車において利用した区間の普通運賃相当額（つまり運賃との合計で運賃の2倍相当）である。他路線から乗り継いで東鉄線車両の頭等を利用した場合は、最初に改札を通過した駅をベースに計算される。なお、全席自由席であり、料金を支払っても着席できる保証があるわけではない。
一部の香港紅磡駅発の中華人民共和国本土への直通列車（種別は中国鉄路在来線において最上級の「直達特快」）が中国大陸に乗り入れて広州東駅（広州市）や北京西駅（北京市）まで直通運転される。
扱いは国際列車ではあるものの、香港は「中華人民共和国香港特別行政区」という法的地位にあるため厳密には「中華人民共和国に入る国際列車」という表現は不正確である。現地表記では、直通車 （Through Train）、城際客運服務（Intercity Passenger Services）と称する。

## 支線
当路線には2つの支線が存在する。

### 馬場支線
新界の沙田地区にある沙田競馬場の開設に伴い、沙田競馬場へ観客を輸送する為に作られた支線である。支線といっても、実態は火炭駅の裏側にある車輌基地の外れにホームを設けただけのものである。運賃は対馬場駅専用運賃が用いられる（区間にもよるが、火炭駅までの普通運賃と比較して概ね5ドル程度高いもの）。競馬開催日のみ運行される。
運行形態としては、紅磡駅から馬場駅を経由する上水駅行きの他、馬場駅止まりの列車も存在する。

### 落馬洲支線
香港と深圳を越境する人の割合が年々増加し、現在の東鉄線の羅湖 - 深圳の出入境施設では手狭になってしまった為、新たな鉄道用出入境施設を建設する必要があるので計画された支線である。現在この地点には高速道路が開通しており、香港 - 深圳間の重要な物流の拠点となっているが、これに鉄道施設が加わることとなった。
上水駅 - 落馬洲駅間は7.4 kmあり、開通は2007年8月15日の午後に行われた。またこの付近は、香港の中でも有数の湿地帯である。本土側には深圳地下鉄4号線（龍華線）と10号線（平湖線）の福田口岸駅が設けられていて、乗り換えが可能である。

## 車両
東鉄線で投入されている車両は2種類がある。

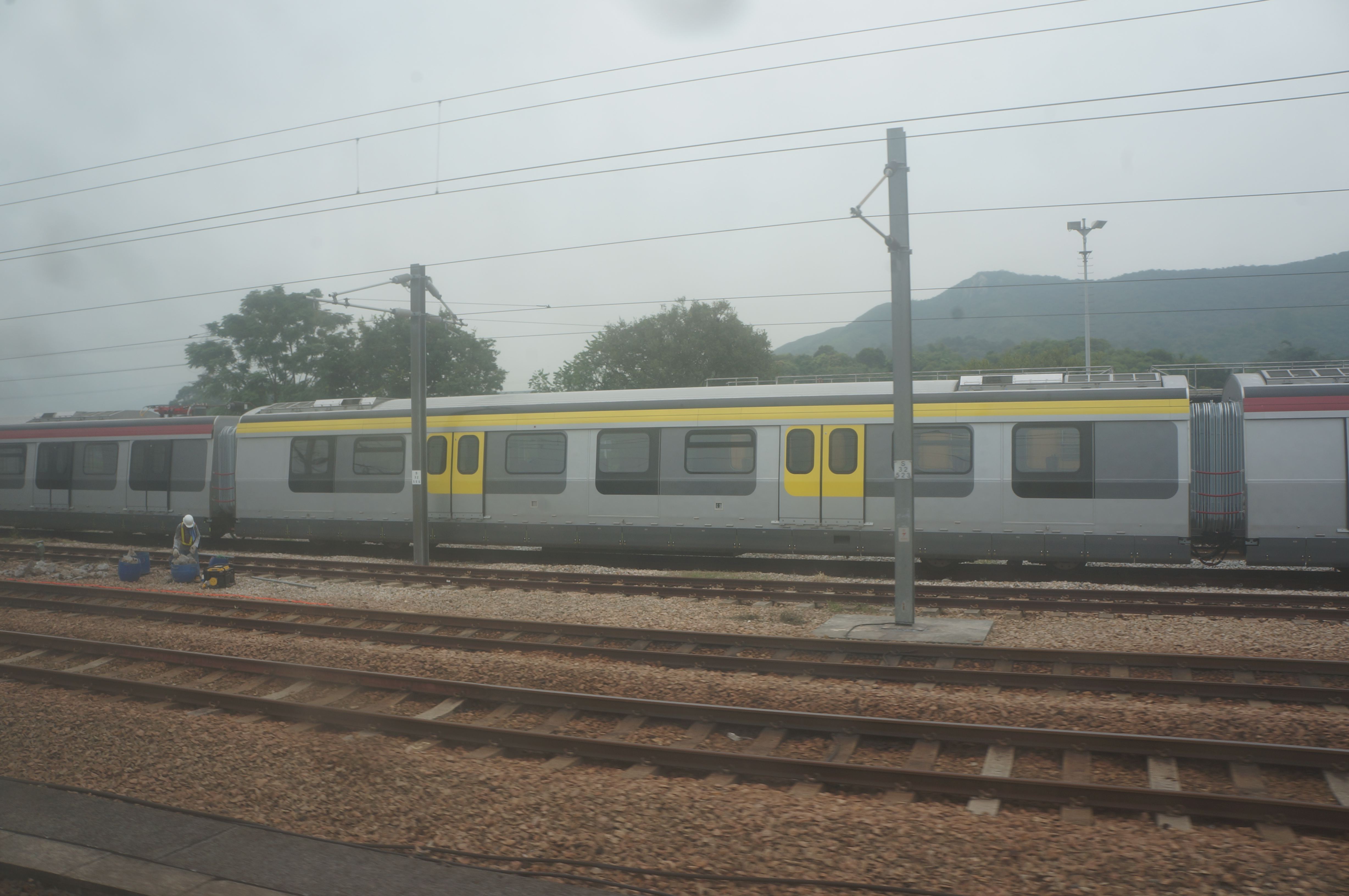
R-Train1等車

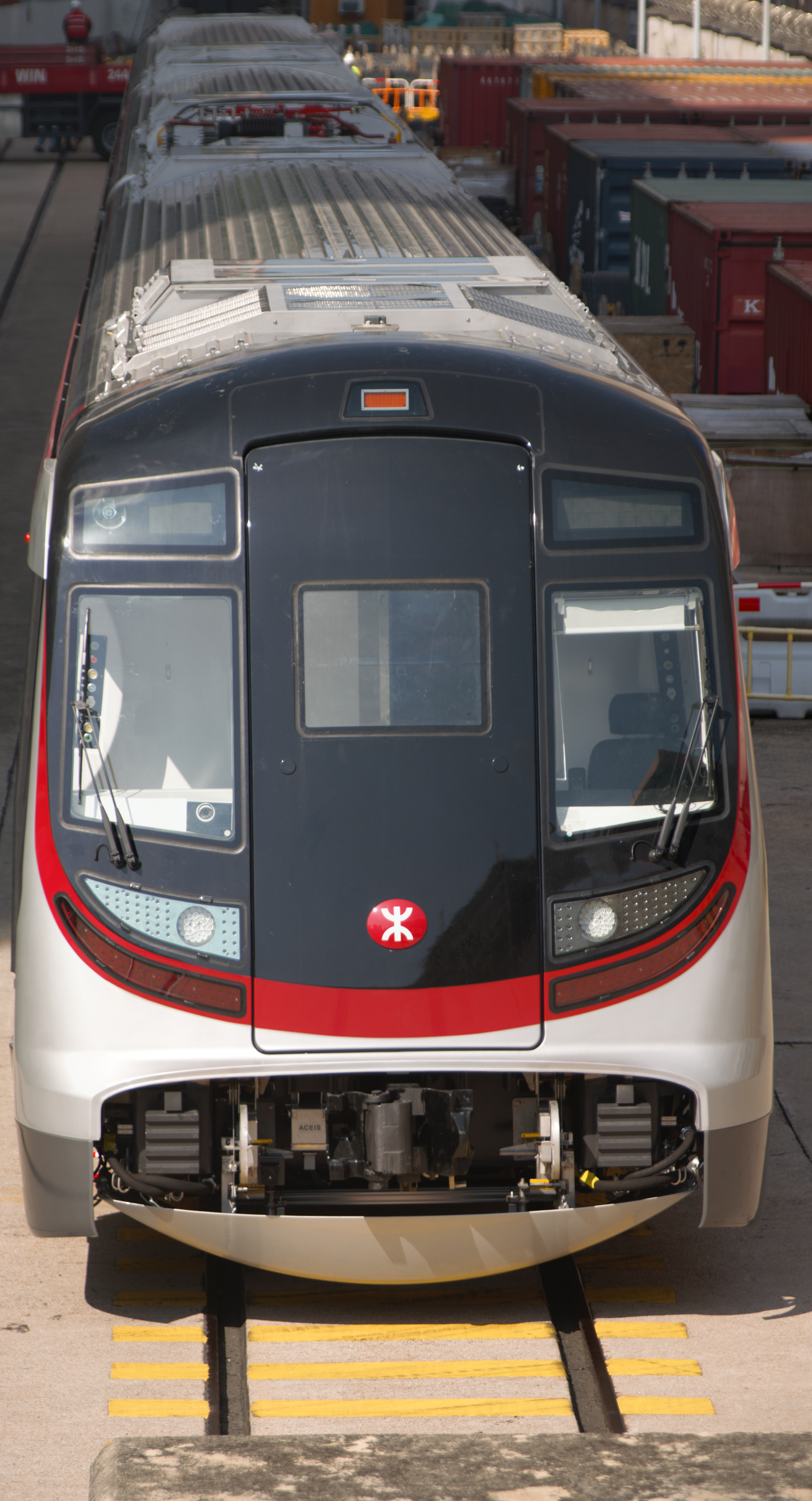
R-Train第3編成先頭車

- MTR R-train電車：2014年 - 2021年製造・韓国製

紅磡 - 金鐘間延伸に伴う在来車の置き換えを目的に、2012年に韓国・ロテム社に9両編成37本・計333両を発注した。2022年5月に既存の2形式の置き換えを完成し、全線この形式の車両だけ営業運転を投入。

### 過去の使用車両
- メトロキャメル電車：1982年 - 1989年製造・英国製

イギリスのメトロキャメル製で、駆動方式は吊り掛け駆動方式である。1982年に東鉄線電化された際に最初のグループが製造され、当初は6両編成で使用されたが、乗客の増加に伴い1986年と1989年に増備され、1991年には、不要となる運転台の撤去や1等車の普通車への格下げ工事が行われ、12両編成に変更された。
老朽化に伴い、1996 - 2000年に更新されたが、E44編成は改装対象から外され廃車された、現在も車両基地に留置されている（E45編成の2両は1984年11月25日の事故の後廃車された）。
紅磡 - 金鐘間の延伸区間のホーム有効長は9両編成となるため、12両編成の当該型式は2022年5月6日までに全車廃車された。
- SP1900形：2001 - 2002年製造・日本製

車体は近畿車輛製で、電装機器は川崎重工製。通称「千九」。2001年9月5日より運用を開始し、当初は8編成が運用されたが、3編成は西鉄線8両編成化改装のため転属している。
R-Train電車の導入に伴い西鉄線（その後の屯馬線）に残りの5編成すべて転属、事実上本線では廃形式になった。

## 歴史
- 1910年10月1日：開業。
- 1955年：初めてのディーゼル機関車が納入される[2]。
- 1975年：九龍（現紅磡）駅が尖沙咀から移転、開業。
- 1978年3月：電化工事及び複線化工事が開始。
- 1979年：中国本土との直通列車が再開される。
- 1982年2月：九龍 - 沙田間が電化開業。
- 1983年3月：沙田 - 大埔墟間が電化開業。
- 1983年7月：九龍 - 羅湖間の全線の複線電化が完了。
- 1985年10月1日：馬場支線が開業。
- 1996年：九龍駅が紅磡駅に改称される。
- 1997年5月：北京及び上海への直通列車の運行が開始される。
- 2004年10月24日：紅磡 - 尖東間が延伸開業。
- 2007年8月15日：落馬洲支線が開業。
- 2007年12月2日：当路線の運営権が九広鉄路公司から香港鉄路有限公司へ委譲され、これに伴い路線名が東鉄線へ変更される。
- 2009年8月16日：西鉄線延伸区間が開業。紅磡 - 尖東間が西鉄線へ編入される。
- 2020年 - 現在：新型コロナウィルス感染症蔓延で羅湖と落馬州駅は清明節と重陽節期間以外閉鎖。
- 2021年2月6日：R-Train電車が運行開始[1]。
- 2022年5月6日：MLR形は午後1時にさよなら運転を実施し、40年に渡るサービスに幕を降ろした。
- 2022年5月15日：沙田至中環線として計画されていた紅磡 - 金鐘間が開業。ビクトリア・ハーバーを越える4本目の鉄道路線となる[3]。

## 駅一覧
- 駅名欄の背景色が■で駅名が斜体字で表示されている駅は未開業の駅であることを表す。
- 駅名欄の背景色が■で表示されている駅は中国大陸・広東省深圳市との国境利用の専用駅であることを表す。
（羅湖駅・落馬洲駅は深圳との出入国利用、国境禁止区通行証がある人、係員以外では乗車・下車不可[4]。香港紅磡駅は香港・中国大陸での出入国の手続きが必要。）
- 駅名欄の背景色が■で表示されている駅は競馬開催時のみの臨時専用駅であることを表す。
- 駅名欄の背景色が■で表示されている駅は臨時専用停車列車が経由しない駅であることを表す。

| 駅名                                                | 駅名              | 駅名              | 駅名                        | 開業年月日     | 駅間 キロ (km) | 駅間 キロ (km) | 累計 キロ (km) | 累計 キロ (km) | 接続路線・備考                                                                     | 所在地          | 所在地   |
| 日本語                                              | 繁体字香港語      | 簡体字中国語      | 英語                        | 開業年月日     | 駅間 キロ (km) | 駅間 キロ (km) | 累計 キロ (km) | 累計 キロ (km) | 接続路線・備考                                                                     | 所在地          | 所在地   |
| 本線・馬場支線                                      |                   |                   |                             |                |                |                |                |                |                                                                                    |                 |          |
| 羅湖駅                                              | 羅湖站            | 罗湖站            | Lo Wu                       | 1949年10月15日 | 3.5            | 3.5            | 37.5           | 37.5           | ■CR広深鉄路 （深圳駅） ■深圳1号線（羅宝線） （深圳・羅湖駅）                       | 香港 特別行政区 | 北区     |
| ↑■東鉄線落馬洲支線落馬洲方面へ一部直通運転          |                   |                   |                             |                |                |                |                |                |                                                                                    |                 |          |
| 上水駅                                              | 上水站            | 上水站            | Sheung Shui                 | 1930年5月16日  | 1.5            | 1.5            | 34.0           | 34.0           | ■東鉄線支線                                                                        | 香港 特別行政区 | 北区     |
| 粉嶺駅                                              | 粉嶺站            | 粉岭站            | Fanling                     | 1910年10月1日  | 6.2            | 6.2            | 32.5           | 32.5           |                                                                                    | 香港 特別行政区 | 北区     |
| 太和駅                                              | 太和站            | 太和站            | Tai Wo                      | 1989年5月9日   | 1.3            | 1.3            | 26.3           | 26.3           |                                                                                    | 香港 特別行政区 | 大埔区   |
| 大埔墟駅                                            | 大埔墟站          | 大埔墟站          | Tai Po Market               | 1983年4月7日   | 6.4            | 6.4            | 25.0           | 25.0           |                                                                                    | 香港 特別行政区 | 大埔区   |
| 白石角駅（科学園）                                  | 白石角站 (科學園) | 白石角駅 (科学园) | Pak Shek Kok (Science Park) | 計画中         | -              | -              | -              | -              |                                                                                    | 香港 特別行政区 | 大埔区   |
| 大学駅                                              | 大學站            | 大学站            | University                  | 1956年9月24日  | 2.6            | 1.7            | 18.6           | 18.6           |                                                                                    | 香港 特別行政区 | 沙田区   |
| 馬場駅                                              | 馬場站            | 马场站            | Racecourse                  | 1985年10月1日  | -              | 2.7            | -              | 16.9           |                                                                                    | 香港 特別行政区 | 沙田区   |
| 火炭駅                                              | 火炭站            | 火炭站            | Fo Tan                      | 1985年2月15日  | 1.8            | -              | 16.0           | -              |                                                                                    | 香港 特別行政区 | 沙田区   |
| 沙田駅                                              | 沙田站            | 沙田站            | Sha Tin                     | 1910年10月1日  | 1.4            | 1.4            | 14.2           | 14.2           |                                                                                    | 香港 特別行政区 | 沙田区   |
| 大囲駅                                              | 大圍站            | 大围站            | Tai Wai                     | 1986年4月23日  | 4.4            | 4.4            | 12.8           | 12.8           | ■屯馬線                                                                            | 香港 特別行政区 | 沙田区   |
| 九龍塘駅                                            | 九龍塘站          | 九龙塘站          | Kowloon Tong                | 1982年5月4日   | 1.8            | 1.8            | 8.4            | 8.4            | ■観塘線                                                                            | 香港 特別行政区 | 九龍城区 |
| 旺角東駅                                            | 旺角東站          | 旺角东站          | Mong Kok East               | 1910年10月1日  | 2.4            | 2.4            | 6.6            | 6.6            |                                                                                    | 香港 特別行政区 | 油尖旺区 |
| 紅磡駅                                              | 紅磡站            | 红磡站            | Hung Hom                    | 1975年11月30日 | 3.1            | 3.1            | 4.2            | 4.2            | ■屯馬線 ■城際直通車                                                                | 香港 特別行政区 | 油尖旺区 |
| 会展駅                                              | 會展站            | 会展站            | Exhibition Centre           | 2022年5月15日  | 1.1            | 1.1            | 1.1            | 1.1            |                                                                                    | 香港 特別行政区 | 湾仔区   |
| 金鐘駅                                              | 金鐘站            | 金钟站            | Admiralty                   | 2022年5月15日  | -              | -              | 0.0            | 0.0            | ■荃湾線 ■港島線 ■南港島線                                                          | 香港 特別行政区 | 中西区   |
| 城際直通車（深圳・広州方面専用）                    |                   |                   |                             |                |                |                |                |                |                                                                                    |                 |          |
| ↑城際直通車・貨物列車広深線深圳・広州方面へ直通運転 |                   |                   |                             |                |                |                |                |                |                                                                                    |                 |          |
| 香港紅磡駅                                          | 香港紅磡站        | 香港红磡站        | Hong Kong Hung Hom          | 1975年11月30日 | -              | -              | -              | -              | 紅磡駅に併設 ※直通車運転中止に伴い閉鎖中                                           | 香港 特別行政区 | 油尖旺区 |
| 落馬洲支線                                          |                   |                   |                             |                |                |                |                |                |                                                                                    |                 |          |
| 落馬洲駅                                            | 落馬洲站          | 落马洲站          | Lok Ma Chau                 | 2007年8月15日  | 7.3            | 7.3            | 41.3           | 41.3           | ■北環線 （未開業） ■深圳4号線（龍華線） ■深圳10号線（平湖線） （深圳・福田口岸駅） | 香港 特別行政区 | 元朗区   |
| 古洞駅                                              | 古洞站            | 古洞站            | Kwu Tung                    | 予定2027年     | 4.0            | 4.0            | 38.0           | 38.0           | ■北環線 （未開業）                                                                 | 香港 特別行政区 | 北区     |
| 上水駅                                              | 上水站            | 上水站            | Sheung Shui                 | 1930年5月16日  | 1.5            | 1.5            | 34.0           | 34.0           | ■東鉄線本線                                                                        | 香港 特別行政区 | 北区     |
| ↓■東鉄線本線金鐘方面へ直通運転                      |                   |                   |                             |                |                |                |                |                |                                                                                    |                 |          |